# Katarina Manić
Katarina Manić, née le 11 octobre 1980 à Pirot (ex-Yougoslavie, actuelle Serbie), est une joueuse de basket-ball serbe.

## Biographie
Après deux années dans le prestigieux de club de Bourges, elle rejoint le club plus familial de Basket Landes en 2010 : « Je pense qu'ici, je devrais encore plus me mettre en avant, prendre mes responsabilités, mais ça ne me fait pas peur. ».

## Clubs
- 2002-2004 :  Étoile rouge de Belgrade
- 2004-2005 :  Basket Femminile Venezia Reyer
- 2006-2007 :  Pallacanestro Virtus Viterbo
- 2007-2008 :  Basket Lattes Montpellier Agglomération
- 2007-2008 :  CJM Bourges
- 2010-2012 :  Basket Landes

## Palmarès

### Équipe nationale
- 1998 : Participation aux championnats d'Europe.
- 2001 : Participation aux championnats d'Europe.
- 2002 : Participation aux championnats du Monde
- 2003 : Participation aux championnats d'Europe
- 2005 : Participation aux championnats d'Europe

### Palmarès
- Championne de France 2009
- Vainqueur de la Coupe de France en 2009 et 2010